# 叙吉
叙吉，是匈牙利诺格拉德州所辖的一个村。总面积19.51平方公里，总人口1397，人口密度71.6人/平方公里（2011年1月1日）。